# Památník obětem střelby ve Fakultní nemocnici Ostrava
Památník obětem střelby ve Fakultní nemocnici Ostrava, jehož autorem je Lukáš Dvorský, se nachází v exteriéru na ulici 17. listopadu před vchodem do Fakultní nemocnice Ostrava v Ostravě-Porubě v Moravskoslezském kraji. Památník slouží jako pietní vzpomínkové místo tragického násilného činu střelby ve Fakultní nemocnici Ostrava dne 10. prosince 2019.

## Další informace
Brzy po tragédii Statutární město Ostrava, Moravskoslezský kraj a Fakultní nemocnice Ostrava se rozhodli oběti střelby uctít vytvořením památníku a vyhlásili architektonickou soutěž ze které vzešlo instalované dílo. Odhalení díla proběhlo 10. prosince 2020 a každoročně se u něj konají pietní akty.
Bronzová plastika evokuje astronomickou černou díru, tedy zaniklé, tmavé a mrtvé slunce, jako protiklad starší sousední světlé žulové skulptury Slunce od Vladislava Gajdy. Je důstojnou památkou a uctěním smrti sedmi obětí střelby. Gajdovo Slunce je pozitivní vertikální dílo, avšak památník obětem střelby je temná horizontální věc. Je to deformovaná plocha čtverce umístěná na nízkém podstavci v malém parku u vchodu do Fakultní nemocnice. Odlitek byl vyroben ve slévárně firmy Ještědský bronz u Liberce.

## Galerie

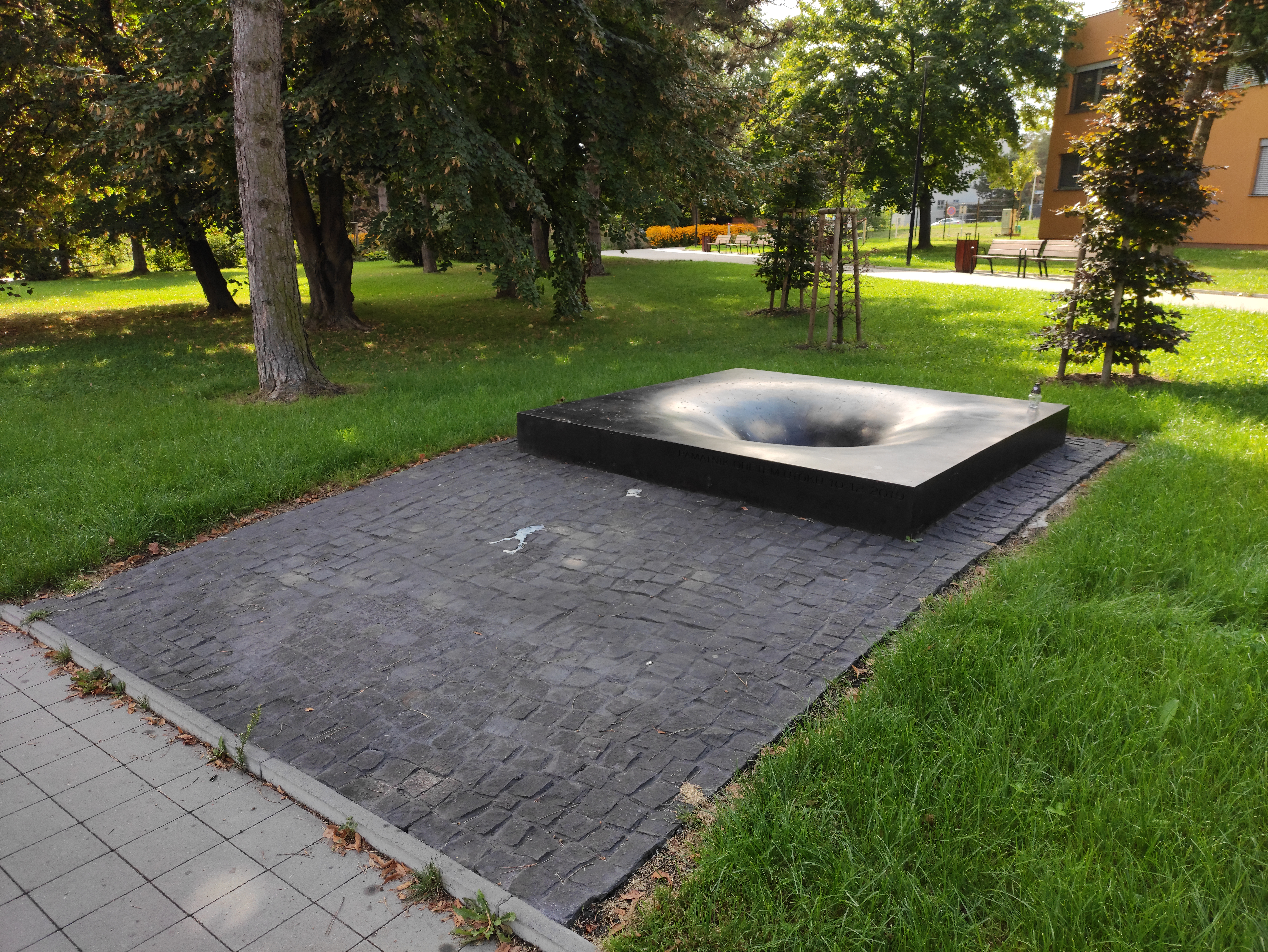